# قسم زلاغي الشرقي الريفي (مقاطعة أليغودرز)
قسم زلاغي الشرقي الریفي (بالفارسية: دهستان ذلقی شرقی) هي قسم تقع في إيران في ناحية بشارت. يقدر عدد سكانها بـ 3,267 نسمة .